# Florian Bauer (Schauspieler)
Florian Bauer (* 10. Mai 1983 in Rosenheim), Eigenschreibweise Flo Rian Bauer, ist ein deutscher Schauspieler.

## Leben
Bauer besuchte nach seiner Ausbildung zum Elektroinstallateur die Schauspielschule Schauspiel München, die er 2005 abschloss. Danach spielte er an mehreren Theatern, hauptsächlich in Augsburg. Am Jungen Theater Augsburg übernahm er 2008 beim Internationalen Theaterfestival Luaga und Losna Rollen im Kinder- und Jugendtheater.
Bauer wirkte außerdem in mehreren Kurzfilmen mit. So spielte er die Hauptrolle in dem Kurzfilm Verwunschen ist alles zur Hälfte, der 2006 mit dem Kulturpreis Bayern der E.ON Bayern AG ausgezeichnet wurde. Der Film, in dem Bauer einen versponnenen Einzelgänger darstellte, der in romantischer Liebe zu einer Wassernixe entbrannt ist, wurde im Rahmen des filmnach8 Kurzfilmfestivals gezeigt. Außerdem übernahm er 2008 die Rolle des Düttlinger in dem vom Bayerischen Rundfunk und der Hochschule für Fernsehen und Film München koproduzierten Kurzfilm Tage wie Jahre. Der Film wurde bei den Hofer Filmtagen im Oktober 2008 uraufgeführt.
Seit 2006 ist Bauer als Theaterschauspieler beim Chiemgauer Volkstheater engagiert. Dort trat er, auch bei Tourneen und Gastspielen, in mehreren Lustspielen in Haupt- und Nebenrollen in München, in Oberbayern, Oberfranken, in der Oberpfalz, in Baden-Württemberg und in Österreich auf.
Hauptrollen hatte er u. a. als Knecht Simmerl in dem Volksstück Der bezahlte Urlaub, als schüchterner Postbeamter Hasenknopf in Die Schwindelnichte und als Bürobote Michel Hirnlinger in Ein unvergesslicher Wahlkampf, alle jeweils unter der Regie von Bernd Helfrich. 2009 übernahm Bauer außerdem als neue Rolle den Fotografen Didi in der Komödie Der Hauptgewinn. Außerdem wirkte er bereits vorher in kleineren Rollen in den Komödien Die Vorstadt-Diva und Warst doch in Kentucky blieb'n mit. Mehrere Aufführungen des Chiemgauer Volkstheaters, in denen Bauer mitwirkte, wurden auch vom Bayerischen Fernsehen aufgezeichnet und ausgestrahlt.

## Filmografie
- 2006: Die Vorstadt-Diva (Polizist)
- 2007: Hochzeit auf Raten (Feuerwehrmann)
- 2008: Der bezahlte Urlaub (Simmerl, Knecht)
- 2009: Ein unvergesslicher Wahlkampf (Michel Hirnlinger, Bürobote)
- 2009: Der Hauptgewinn (Didi, Fotograf)
- 2009: Italienische Zustände (Angelo Pocelli, Italiener)
- 2009: Süßer die Glocken (Sebastian Steinbrenner)
- 2009: Der Silvesterknaller (Komödie mit Gesang) (Franz, Empfangschef)
- 2009: Der Vatertagsausflug (Schöberl)
- 2009: Die Jungfernwallfahrt (Simmerl, Bäckergeselle)
- 2010: Wieder dahoam (Waldemar Schlitzkorn, Vertreter für Futtermittel)
- 2010: Brunos Bruder (Hans Meier, Sekretär)
- 2010: Der Bulle von Rosenheim (Hans Pfeiferl, Polizist)
- 2010: Weihnachten im Polizeirevier (Florian Sixt, Polizeihauptmeister)
- 2010: Weil mir zwoa Spezi san (Konrad Asam, Sohn)
- 2011: Man gönnt sich ja sonst nix! (Tommi)
- 2011: Handylust und Handyfrust (Lukas, Sohn)